# George Town SC
Der George Town Sports Club ist ein  Fußballverein aus der kaimanischen Hauptstadt George Town. Die Männermannschaft spielt in der nationalen Fußballliga. 2002 nahm man als Landesmeister an der CFU Club Championship teil, scheiterte aber in der 1. Runde am jamaikanischen Vertreter Harbour View mit 1:10 in der Addition nach Hin- und Rückspiel.

## Erfolge
Die erste Mannschaft der Männer hat einige Erfolge vorzuweisen:
- Meister der Cayman Islands: 1996/97, 1998/99 und 2001/02
- Pokalsieger der Cayman Islands: 1997/98, 2001/02, 2009/10 und 2010/11
- Digicel Cup der Cayman Islands: 2009/10 und 2010/11